# Gmina Dushk
Gmina Dushk (alb. Komuna Dushk) – gmina położona w środkowo-zachodniej części Albanii. Administracyjnie należy do okręgu Lushnja w obwodzie Fier. W 2011 roku populacja gminy wynosiła 7872 osób w tym 3905 kobiet oraz 3967 mężczyzn, z czego Albańczycy stanowili 85,65%  mieszkańców. 
W skład gminy wchodzi siedem miejscowości: Gramsh, Dushk Peqin, Konjat, Zham fshat, Dushk i Madh, Zham Sektor, Thanasa.